# Sânmartin, Arad
Sânmartin este un sat în comuna Macea din județul Arad, Crișana, România.

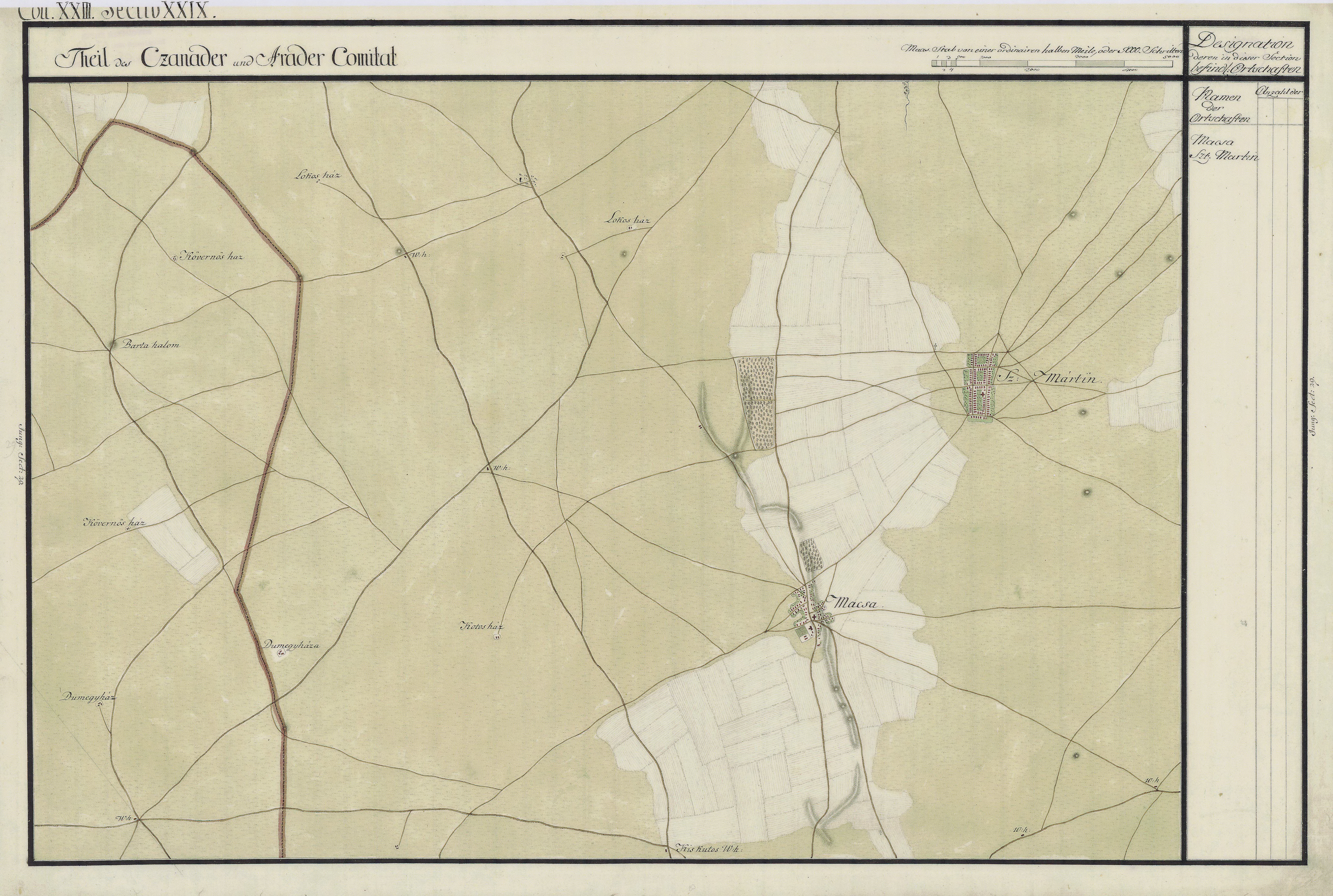
Sânmartin pe Harta Iozefină a Comitatului Arad, 1782-85